# (2809) Vernadskij
(2809) Vernadskij est un astéroïde de la ceinture principale.

## Description
(2809) Vernadskij est un astéroïde de la ceinture principale. Il fut découvert le 31 août 1978 à Naoutchnyï par Nikolaï Tchernykh. Il porte le nom de Vladimir Vernadski. Il présente une orbite caractérisée par un demi-grand axe de 2,43 UA, une excentricité de 0,18 et une inclinaison de 2,5° par rapport à l'écliptique.

## Compléments